# خوستو أرويو
خوستو أرويو (بالإسبانية: Justo Arroyo)‏ هو كاتب ودبلوماسي بنمي ومكسيكي، ولد في 1936 في كولون في بنما.